# Fédération Ivoirienne de Basket-Ball
La Fédération Ivoirienne de Basket-Ball è l'ente che controlla e organizza la pallacanestro in Costa d'Avorio.
La federazione controlla inoltre la nazionale di pallacanestro della Costa d'Avorio e ha sede a Abidjan.
È affiliata alla FIBA dal 1961 e organizza il campionato di pallacanestro ivoriano.